# Adonis
Adónis (starogrško Ἄδωνις, Ádonis, iz severozahodno semitske besede 'A-D-N) je lik zahodnosemitskega izvora, kjer igra vodilno vlogo v številnih religijah misterijev, ki vključujejo grško mitologijo v helenistični dobi. Tesno ga povezujejo z egipčanskim  Ozirisom, semitskim Tamusom ter Baal Hadadom, etruščanskim Atunisom in frigijskim Atisom, ter nasploh z vsem, kar je povezano s ponovnim rojstvom in brstenjem. Njegov kult pripada ženskemu domicilu; kult umirajočega Adonisa je bil polno razvit pri mladih dekletih v krogu pesnice Sapfo na otoku Lesbos okrog leta 600 pr. n. št., kot fragmet zapuščine Sapfe.
Po njem se imenuje blizuzemeljski asteroid 2101 Adonis.